# Stamhuset Holstenshuus
Stamhuset Holstenshus blev oprettet 1723 af hovedgården Holstenshuus af Godske Ditlev von Holsten. 1742 blev Langesø indlemmet i stamhuset, der i 1779 blev omdannet til Baroniet Holstenshus.